# Schlacht von Cape Esperance
Tulagi und Gavutu-Tanambogo – Savo Island – Tenaru – Ost-Salomonen – Bloody Ridge – Operationen am Fluss Matanikau – Cape Esperance – Henderson Field – Santa-Cruz-Inseln – Matanikau-Offensive – Koli Point – Carlsons Patrouille – Guadalcanal – Tassafaronga – Mount Austen – Rennell Island – Operation Ke – Operation Cleanslate
Die Schlacht von Cape Esperance (auch bekannt als Die Zweite Schlacht vor Savo Island) fand im Zweiten Weltkrieg während des Pazifikkriegs am Eingang der Straße zwischen Savo Island und Guadalcanal bei den Salomon-Inseln am 11. Oktober 1942 statt.

## Hintergrund
Der Kampf war eine Folge des Kampfes um den Flugplatz Henderson Field. Am 11. Oktober sandten die Japaner Kräfte unter Konteradmiral Gotō Aritomo, um das Henderson-Flugfeld zu bombardieren und die japanischen Bodentruppen zu verstärken. Zu diesem Zweck wurden zwei Kampfverbände gebildet. Die Seeflugzeugträger Chitose und Nisshin transportierten zusammen mit sechs Zerstörern die Truppen und sollten am späten Abend vor Guadalcanal eintreffen und mit dem Entladen beginnen. Admiral Goto selbst wollte gegen Mitternacht mit drei Schweren Kreuzern und zwei Zerstörern eintreffen und das Flugfeld beschießen.
Amerikanische Aufklärer sichteten die japanischen Schiffe auf dem Anmarsch. Daraufhin machte sich die Task Force 64 unter Konteradmiral Norman Scott auf den Weg, um sie abzufangen. Wissend, dass die Japaner Vorteile im Nachtkampf hatten, plante Scott seine Zerstörer zu benutzen, um die Ziele mit Suchscheinwerfern zu beleuchten und sie mit Granatfeuer zu zerstören.

## Schlachtaufstellung
Scotts Verband umfuhr Guadalcanal südlich und erreichte, von Süden kommend, den westlichen Eingang des Ironbottom Sound. Damit schob er sich, ohne es zu wissen, zwischen die bereits in den Ironbottom Sound eingelaufene japanische Verstärkungsgruppe und die noch im Anmarsch befindliche Bombardierungsgruppe. Die amerikanische Formation war eine einfache Kiellinie. Vorne liefen die Zerstörer Fahrenholt, Duncan und Laffey, dann folgten die Schweren Kreuzer San Francisco und Salt Lake City und die Leichten Kreuzer Boise und Helena. Den Schluss bildeten die Zerstörer Buchanan und McCalla.
Admiral Gotos Verband bestand aus den in Kiellinie laufenden Schweren Kreuzern Aoba, Furutaka und Kinugasa. Zu beiden Seiten des führenden Kreuzers liefen die Zerstörer Fubuki und Hatsuyuki. Die Verstärkungsgruppe nahm am folgenden Gefecht nicht teil.

## Verlauf

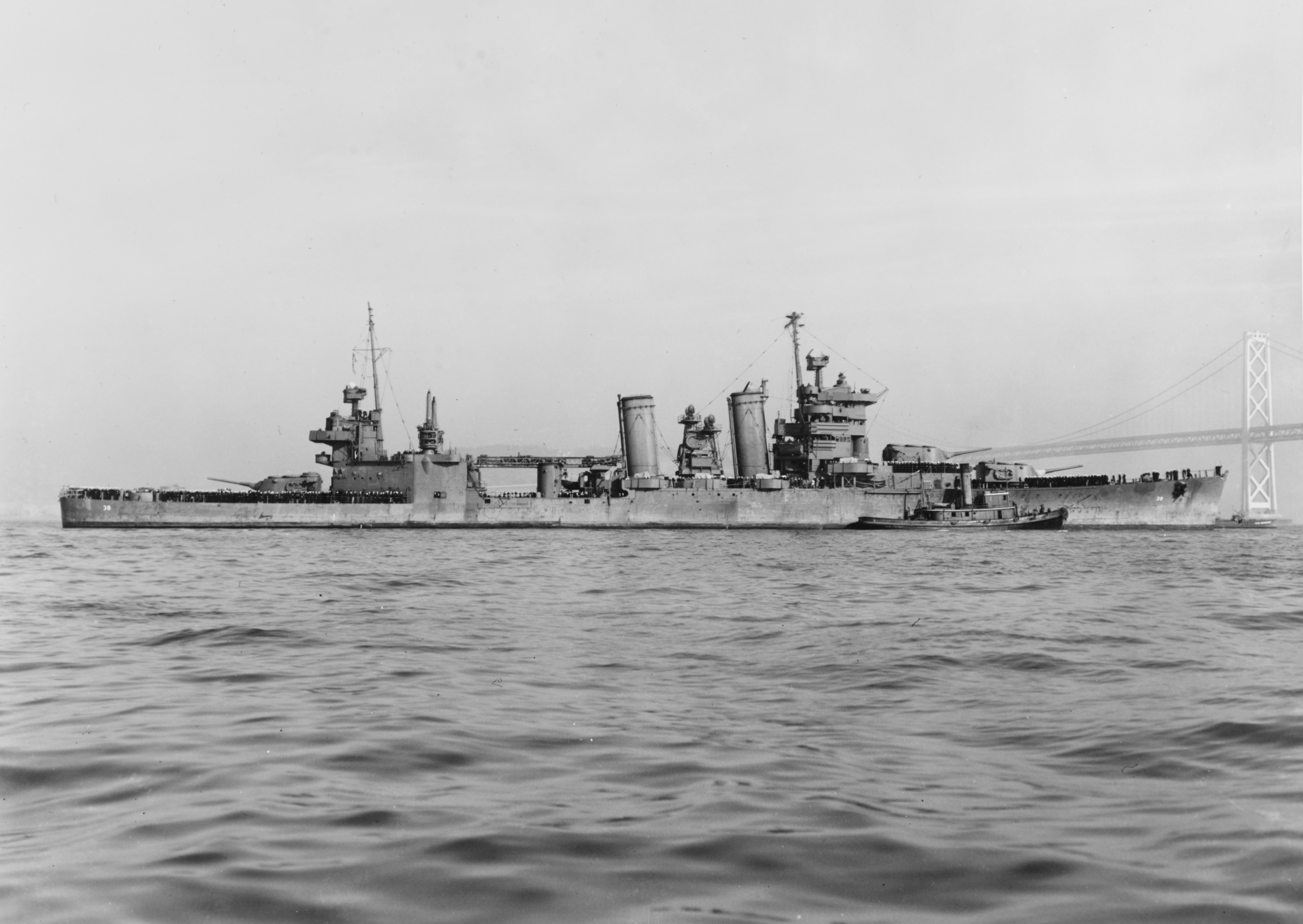
USS San Francisco im Dezember 1942

Um 23:30 Uhr trafen die Japaner auf die Task Force 64, welche die Japaner mithilfe ihres Radars früher entdeckte. Admiral Scott befahl seiner Kiellinie eine Kursänderung auf Südwest, um das Manöver Crossing the T vor den ankommenden Japanern auszuführen, aber durch einen Fehler drehte sein Flaggschiff, die San Francisco, gleichzeitig mit dem die Kolonne führenden Zerstörer Fahrenholt, anstatt der vor ihr fahrenden Laffey zu folgen. Da die restlichen Schiffe der San Francisco folgten, bestand der amerikanische Verband jetzt aus zwei Kolonnen, der von den Kreuzern und den hinteren Zerstörern gebildeten Hauptgruppe sowie der aus den vorderen drei Zerstörern bestehenden zweiten Kolonne, die sich jetzt zwischen den amerikanischen Kreuzern und den Japanern befand und versuchte, sich mit erhöhter Geschwindigkeit wieder vor die amerikanischen Kreuzer zu setzen. Um zu verhindern, dass seine vorderen Zerstörer in die Schusslinie der Kreuzer gerieten, und weil er der neuen Radartechnik noch nicht ganz traute, zögerte Scott noch eine Weile, bevor er den Feuerbefehl erteilte. Um 23:46 Uhr eröffneten die amerikanischen Kreuzer schließlich das Feuer auf die noch ca. 6,5 Seemeilen (12 Kilometer) entfernten japanischen Schiffe.
Die Japaner wurden von dem Feuerüberfall vollständig überrascht. Sie hatten die amerikanischen Schiffe zwar kurz vorher gesichtet, jedoch für Einheiten der eigenen Verstärkungsgruppe gehalten. Das Feuer der Amerikaner konzentrierte sich auf den führenden Kreuzer, Gotos Flaggschiff Aoba, die mehrere Treffer erhielt, wobei auch Admiral Goto tödlich verwundet wurde. Die japanische Formation brach daraufhin auseinander, als die einzelnen Schiffe eigenmächtig abdrehten, um dem feindlichen Feuer auszuweichen. Die Kinugasa und die Hatsuyuki drehten nach Backbord ab, womit sie auf Gegenkurs zum amerikanischen Verband gingen und die Entfernung zum Feind schnell größer wurde. Aoba, Furutaka und Fubuki drehten jedoch nach Steuerbord und gingen damit auf parallelen Kurs mit dem Feind, der sie weiterhin mit massivem Feuer belegte. Artilleristisch war die Task Force 64 dem japanischen Verband weit überlegen, insgesamt verfügten die amerikanischen Kreuzer über 19 20,3-cm- und 30 15,2-cm-Geschütze, denen auf den japanischen Kreuzern nur 18 20,3-cm-Geschütze entgegenstanden. Die Furutaka versuchte, das amerikanische Feuer auf sich zu ziehen und von der schwer beschädigten Aoba abzulenken. Dabei wurde die Furutaka selbst jedoch von massivem Feuer der amerikanischen Kreuzer San Francisco, Boise und Helena vernichtend getroffen, so dass sie um 00:40 Uhr sank. Die schwer getroffene Fubuki sank bereits kurz nach dem Gefechtsbeginn. Das Opfer der Furutaka rettete jedoch das Flaggschiff und ermöglichte den anderen japanischen Schiffen, zurück durch die Meerenge zu entkommen.

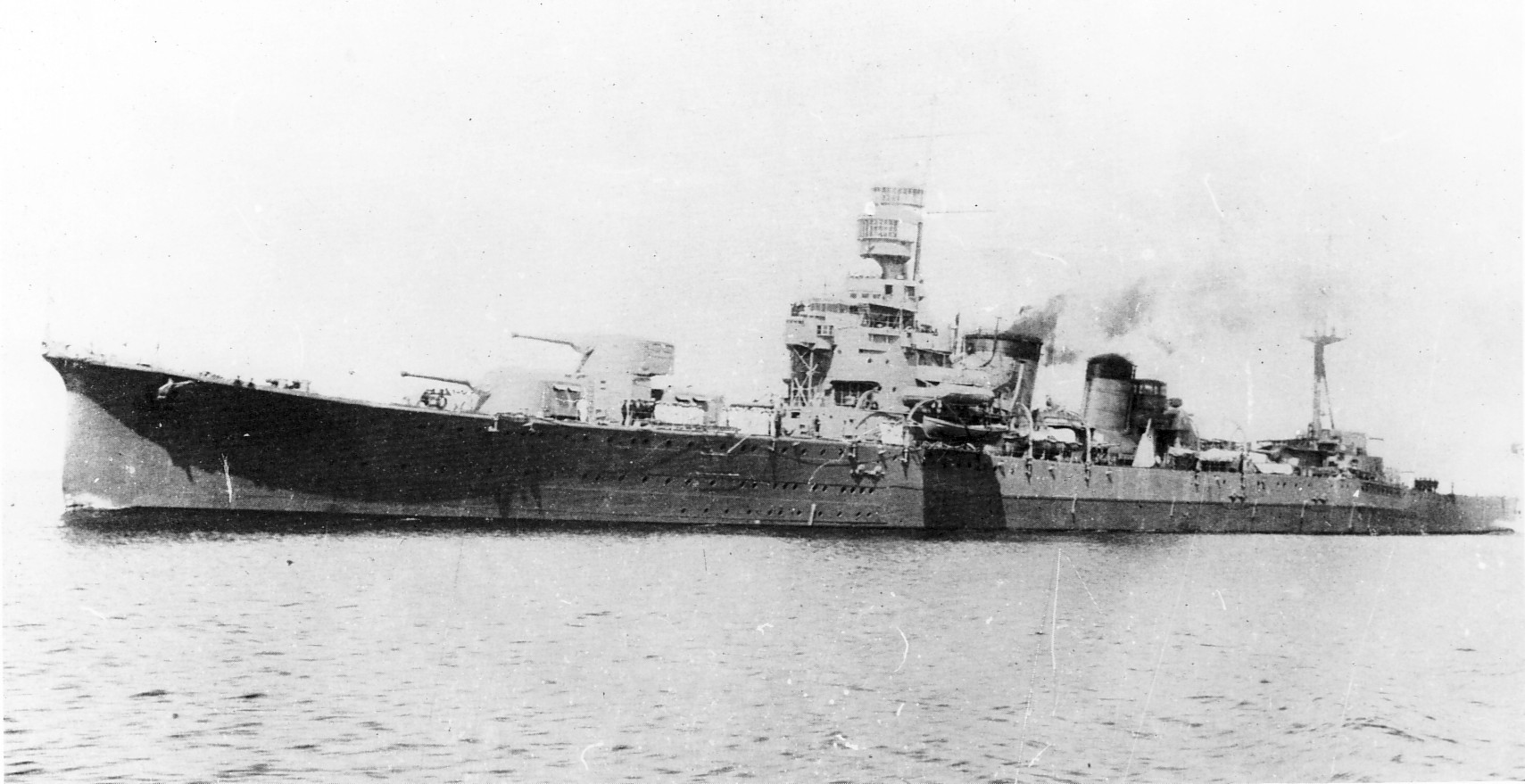
Die Furutaka im April 1926 kurz nach ihrer Indienststellung

Während des Kampfes erhielt auch die Boise zwei Treffer von den 20,3-cm-Geschützen der Kinugasa, wodurch Munition in den vorderen Geschütztürmen explodierte und 107 Seeleute in den Türmen 1 und 2 tötete. Der Zerstörer Duncan versuchte im Alleingang einen Torpedoangriff durchzuführen, begann jedoch nach mehreren Treffern zu brennen und wurde daraufhin versehentlich auch von den eigenen Kreuzern beschossen und schwer beschädigt.
Um 00:20 Uhr war der Kampf vorüber. Die Boise wurde durch Fluten, was die meisten Feuer löschte, gerettet. Die Duncan wurde um 2 Uhr aufgegeben. Um 3 Uhr ging noch einmal ein Leckabwehrtrupp von der McCalla an Bord der Duncan und versuchte bis zum Mittag die Schäden unter Kontrolle zu bringen. Als aber das Hauptdeck überflutet wurde, wurde die Duncan ihrem Schicksal überlassen.
Der amerikanische Sieg führte zu falschen Schlüssen. Die Taktik Crossing the T funktionierte bei Cape Esperance, aber bei späteren Gefechten wie der Schlacht bei Tassafaronga oder der Schlacht bei Kolombangara zeigte sich, dass in der Nacht die Blitze des Geschützfeuers die Schiffe beleuchteten und so ihre Position verrieten, was sie verwundbar für Torpedoangriffe machte.